# Bjørnafjorden (comună)
Bjørnafjorden este o comună situată în partea de sud-vest a Norvegiei, în  provincia Vestland. A fost creată la 1 ianuarie 2020 ca parte a reformei comunale din Norvegia prin fuziunea celor două comune Os și Fusa. Centrul administrativ al comunei este Osøyro, deși părți ale administrației sunt încă situate în fostul centru al municipiului Fusa, Eikelandsosen.